# هيلي آن نيلسون
هيلي آن نيلسون (بالإنجليزية: Hailey Anne Nelson)‏ مواليد 14 سبتمبر 1994 في لوس أنجلوس، الولايات المتحدة، هي ممثلة أمريكية بدأت مسيرتها الفنية عام 2003.

## وصلات خارجية
- هيلي آن نيلسون على موقع IMDb (الإنجليزية)
- هيلي آن نيلسون على موقع قاعدة بيانات الفيلم (الإنجليزية)